# José Luis Piquero
José Luis Piquero (Mieres, Asturias 1967) es un escritor, traductor y poeta español. Fue codirector junto a Pelayo Fueyo de la revista Escrito en el agua. Trabajó como periodista en el semanario Les Noticies de 1996 a 2005. Actualmente vive en Punta Umbría, Huelva, donde trabaja como traductor a tiempo completo. 

## Libros de poemas
- Las ruinas (1989)
- El buen discípulo (1992)
- Cazador de autógrafos (1994)
- Monstruos perfectos (1997)
- Autopsia (2004)
- El fin de semana perdido (2009)
- Cincuenta poemas (2014)
- Tienes que irte (2017)

## Antologías
- Selección nacional: última poesía española (1995)[1]
- 10 menos 30: la ruptura interior en la "poesía de la experiencia" (1997)[2]
- Poesía espanhola de agora y Poesía espanhola (1997)[3]
- La generación del 99: antología crítica de la joven poesía española (2001)[4]
- La lógica de Orfeo (antología) (2003)[5]
- La inteligencia y el hacha (2010)[6]
- Las moradas y el verbo: poetas españoles de la democracia (2010)[7]
- Hacia la democracia. La nueva poesía (1968-2000)[8]

## Premios
- Premio Asturias Joven de Poesía en 1993
- Finalista del Premio Nacional de la Crítica (1997 y 2017)
- Premio Ojo Crítico de Radio Nacional de España
- Premio de la Crítica de Asturias.

## Traducciones
Ha traducido más de ochenta libros, incluyendo obras de Joseph Conrad, John Steinbeck, Tennessee Williams, Erskine Caldwell, Arthur Miller, Simone Weil, Denise Levertov, Charles Dickens o Paul Metcalf.